# Alegeri prezidențiale în Republica Moldova, 2000
Alegerile prezidențiale din Republica Moldova au avut loc pe 1 decembrie 2000 (prima tentativă), 4 decembrie 2000 (a doua tentativă), 6 decembrie 2000 (alegeri repetate) și 21 decembrie 2000 (a treia tentativă).
Președintele nu a fost ales pentru că nici unul din candidați nu a acumulat 61 de voturi. Ca urmare a eșuării alegerii președintelui președintele Petru Lucinschi a dizolvat parlamentul și a anunțat alegeri legislative anticipate pentru data de 25 februarie 2001.
Conform constituției, pentru alegerea președintelui Republicii Moldova este necesar votul a trei cincimi din numărul deputaților aleși (61 de voturi).

## Primul tur
- Nr. de deputați: 101
- Participanți la vot: 100
- Nr. de voturi valabile: 85

| Candidat         | Partid | Voturi |
| ---------------- | ------ | ------ |
| Vladimir Voronin | PCRM   | 48     |
| Pavel Barbalat   | ADR    | 37     |

## Al doilea tur
- Nr. de deputați: 101
- Participanți la vot: 98
- Nr. de voturi valabile: 85

| Candidat         | Partid | Voturi |
| ---------------- | ------ | ------ |
| Vladimir Voronin | PCRM   | 50     |
| Pavel Barbalat   | ADR    | 35     |

## Alegeri repetate
- Nr. de deputați: 101
- Participanți la vot: 99
- Nr. de voturi valabile: 93

| Candidat         | Partid | Voturi |
| ---------------- | ------ | ------ |
| Vladimir Voronin | PCRM   | 59     |
| Pavel Barbalat   | ADR    | 35     |

## Al treilea tur
Alegerile de la 21 decembrie nu au fost deliberative, din motivul neparticipării la vot a numărului necesar de deputați (61). În sala de ședințe a Parlamentului au fost prezenți 40 de deputați PCRM, 7 deputați independenți și președintele parlamentului, Dumitru Diacov. Nu au participat la scrutinul repetat fracțiunea Partidului Popular Creștin Democrat (8 deputați), fracțiunea Partidului Forțelor Democratice (9 deputați) și fracțiunea a Convenției Democratice din Moldova (14 deputați). 